# Poloni (ort)
Poloni är en ort i Brasilien.   Den ligger i kommunen Poloni och delstaten São Paulo, i den södra delen av landet, 600 km söder om huvudstaden Brasília. Poloni ligger 513 meter över havet och antalet invånare är 5 395.
Terrängen runt Poloni är platt. Närmaste större samhälle är Monte Aprazível, 11,4 km öster om Poloni.
Omgivningarna runt Poloni är en mosaik av jordbruksmark och naturlig växtlighet. Runt Poloni är det ganska glesbefolkat, med 38 invånare per kvadratkilometer.